# Kreisgericht Lobsens
Das Kreisgericht Lobsens war von 1849 bis 1878 ein preußisches Kreisgericht mit Sitz in Lobsens.

## Geschichte
In Lobsens bestand bis 1849 das Land- und Stadtgericht Lobsens. Nach der Märzrevolution wurde dieses Gericht aufgehoben und in der ganzen Provinz Posen einheitlich Kreisgerichte gebildet. In Lobsens entstand so das Kreisgericht Lobsens. Es war eines von neun Kreisgerichten im Sprengel des Appellationsgerichts Bromberg. In Nakel wurde eine Gerichtskommission eingerichtet.
Der Sprengel des Kreisgerichts Lobsens umfasste den Kreis Wirsitz mit den Städten Lobsens, Miasteczko, Mrotschen, Nakel, Wirsitz und Wissek mit 54.248 Gerichtseingesessenen (1861). Das Kreisgericht Bromberg war das zuständige Schwurgericht für das Kreisgericht Lobsens. Gerichtstage wurden in Bialosliwe und Mrotschen gehalten. Das Gericht bestand aus einem Direktor und acht Kreisrichtern.
Im Rahmen der Reichsjustizgesetze wurde das Gerichtswesen in Deutschland 1879 vereinheitlicht. Damit wurde das Kreisgericht Lobsens aufgehoben und das königlich preußische Amtsgericht Lobsens mit Wirkung zum 1. Oktober 1879 als eines von 13 Amtsgerichten im Bezirk des Landgerichtes Schneidemühl als Nachfolger gebildet.